# フランチェスコ・パネッタ
フランチェスコ・パネッタ（Francesco Panetta、1963年1月10日-）はイタリアの陸上競技男子長距離走選手である。

## 主な成績
- 1987年ローマ世界陸上選手権3000m障害優勝（8分8秒57・大会新記録）
- 1987年ローマ世界陸上選手権10000m2位
- 1990年ヨーロッパ選手権3000m障害優勝

## プロフィール
- 1980年代後半に活躍したイタリアの陸上競技男子長距離の第一人者であった。当時のイタリアは、アルベルト・コバ、サルヴァトーレ・アンティボ、ボルディンといった名選手がそろう長距離強国であった。
- 1987年世界陸上選手権は地元ローマで開催された。この年、コバ、アンティボは不調で、長距離種目の期待をパネッタ一人が背負うこととなった。パネッタは10000Mと3000m障害の２種目で金メダルを目指すことになった。初日の10000Mでは、大観衆が期待する中レースが進み、途中ケニアのキプコエチが飛び出したが、それに付いていかず、結果として逃げきりを許し銀メダルに終わった。銀メダルを喜ぶ声、消極的なレースを批判する声にの２つに分かれた。雪辱を期する3000m障害決勝では、1000M付近から先頭に立ち、満員のローマの観客が大声援で応援する中、見事逃げ切りで金メダルを獲得した。この金メダルが今大会イタリアのトラック種目唯一の金メダルでありローマのスタンドでは大熱狂であった。彼はイタリアのヒーローとなった。
- 1998年のソウル五輪では2000Mまで先頭を引っ張ったが、ケニア勢のスピードについていけず後半失速し９位に終わった。
- ヨーロッパ選手権では3000m障害で1986年に2位、1990年には優勝をしている。
- 1994年のヨーロッパ選手権ではもはや優勝候補ではなく、同僚のアレッサンドロ・ランブルスキーニが優勝候補筆頭であった。 そのランボルスキーニが3週目の障害で転倒したとき、パネッタは彼が立ち上がるのを助け、その行動は称賛された。
- 他に1991年の世界選手権で3000ｍ障害で8位、1993年の世界選手権では10000ｍで6位入賞をしている。
- イタリア国内では経済的に恵まれない南部カラブリア出身の選手であった。

## 記録
- 3000m障害　8分8秒57
- 5000ｍ　13分06秒76
- 10000m　27分24秒16